# Jamary Oliveira
Jamary Oliveira (Saúde, 21 de março de 1944 - Salvador, 29 de março de 2020) foi um músico, professor e compositor brasileiro.

## Biografia
Nascido no interior da Bahia, estudou viola, flauta e tuba, graduando-se em Composição (1969) pela Escola de Música da UFBA, na classe de Ernst Widmer. Participou de vários cursos de extensão com professores como Edgar Willems, Ingmar Gruemauer, Edino Krieger e Peter Maxwell Davies. Concluiu seu mestrado em composição na Universidade Brandeis (1979), e o doutorado, também em composição, na Universidade do Texas em Austin (1986).
Foi docente de Literatura e Teoria Musical e de Composição da Universidade Federal da Bahia (UFBA) e um dos fundadores do Grupo de Compositores da Bahia. Participou ativamente dos Festivais de Música Nova na Bahia, assim como de cursos internacionais de música.A partir de 1978 tornou-se um dos pioneiros, no Brasil, na pesquisa de softwares musicais, atividade que resultou na elaboração de programas como SONG.DATA, FRELMUS, PCN e outros. Em 1991, presidiu a Associação de Pesquisa e Pós-Graduação em Música (ANPPOM) e foi representante da área de Música no CNPq. Em 1994 foi eleito membro da Academia Brasileira de Música.
Como compositor, teve suas obras editadas, executadas e gravadas no Brasil e no exterior. Diversos dos seus trabalhos teóricos foram publicados em periódicos nacionais e internacionais. Seu nome está incluído no The New Grove Dictionary of Music and Musicians, no MGG, no Dizionario Enciclopedico Universale Della Musica e dei Musicisti, no Rieman Musik Lexikon, no Diccionario de la Musica y los Musicos e em obras de referência sobre a música do Brasil e da América Latina.
Dedicou-se à música eletroacústica, e ao desenvolvimento do PCN (Processador de Classe de Nota), um software empregado tanto no auxílio de análises musicais como na composição.
Foi casado com a pianista e compositora Alda Oliveira. O casal tem 2 filhos e três netos.

## Obra musical
- Ponteio para Cordas (1963) - Orquestra de cordas
- Ritual e Transe (1964) - perc: Timp.3atb.Tgl.Rec.Ag.
- O Sertão (1964) - OS: 1111/3221/timp/cord.
- Oito Peças para Piano (1966) - Piano
- Nu (1966) - Côro, Narrador, Bombo
- 4 Movimentos de Jazz (1966) - Met: 4331
- Conjunto I (1966) - Voz, oboé, clarinete, trompa
- Grocerto (1967) - OS: 2222/2200/cord.
- Trio (1967) - violino, violoncelo, piano
- Preambulu (1968) - OS: 2(1)222/3331/timp.ccl/ cord.
- Burocracia (1968) - Piano
- Conjunto II (1968) - Perc: GC.Pr.Tgl.Atb.Rec. Ag. Wbl.
- Quatro Poemas Opus Nada (1968) - voz média, piano
- Tonal-a-Tonal (1969) OS: 3(1)3(1)3(1)3(1)/ 4431/ timp.vib. xil. ccl. tgl. 3tom. rec. ag. arp. pf/ cordas
- Sonata em Re Maior (1969) - Violino, piano
- Conjunto III (1969) -  Instrumentos Smetak
- Conjunto IV (1969) - Côro e garrafas
- Noneto (1969) - fl,ob,cl,fg,TPa,vI,vII,va,vc
- Três Canções Tristes (1970) - Voz média, quarteto de cordas
- Homólogos (1970) - Côro, percussão
- Iterações (1970) - fl,cl,tpt,TPa,vc,cb,pf
- Pseudópodes (1971) - OS: 3(1)3(1)3(1) 3(1)/ 4331/ 3perc/cordas
- Sanctus (1971) 10 vozes, 10 metrônomos, côro
- Sugestões (1971) - ob,sax,band,tu,cb,perc
- Delta (1971) - Côro e OS: 1111/ 1000/ timp, tbl,pr/cordas
- Congruências (1972) - Trompa, piano, amplificadores
- Ludus (1973) - Solistas vocais: 2S,C,2T,B
- String Quartet (1978) - 2 violinos, viola, violoncelo
- Chamber Music (1979) - fl,cl,TPa,pf
- Poema (1980) - Côro misto adulto: S.A.T.B.
- Variações Variadas (1980) - Piano
- Simetrias (1982) - clarinete e piano
- Piano Piece (1984) - Piano
- Festa (1984) - Fairlight Computer Music Instrument
- Reminiscências (1985) - Violino, piano
- Pseudópodes II (1985) - OS: 3(1)3(1) 3(1) 3/ 4431/ 2perc/cord
- Mesmamúsica (1988) - Piano
- IRR-3 (1991) - Voz aguda, narrador, palmas
- IRR-3 (1991) - Vozes solo (SCTB), coro falado, palmas.
- Estudo Polirrítmico Mixolídio (1996) - Piano
- Estudo Ilusório (1999) - Violão
- Três Brincadeiras (1999) - Três clarinetes em Si♭ e piano
- Mutação I e Mutação II (2002) - Eletronic music

## Textos de Jamary Oliveira
- Relatividade IV: Variações e digressões
- Em busca de uma codificação s/d
- "Reflets dans L'eau – Images I para piano de Claude Debussy." ART - Revista da Escola de Música da UFBA, n°1. Abril–Junho,1981.: 91-103.
- "Série: um programa auxiliar para análise de música dodecafônica." ART - Revista da Escola de Música da UFBA, n°2. Julho-Setembro, 1981: 113-32.
- "Introdução e Círculo Místico das Adolescentes da Sagração da Primavera, Segunda Parte." ART - Revista da Escola de Música da UFBA, n°5  Abril–Junho, 1982: 13-32.
- "Dinâmica do conhecimento musical. Teorização." ART - Revista da Escola de Música da UFBA, n°18. Agosto, 1991.: 111-20.
- "Codificação Tonal." ART - Revista da Escola de Música da UFBA. Dezembro 1992 : 29-32.
- "A respeito de compor: questões e desafios." ART - Revista da Escola de Música da UFBA, N°19. Agosto, 1992. : 59-69.
- ""Simplicidade: Três exemplos complexos ou Complexidade: Três exemplos simples," 1994.